# Cristinel-Gabriel Berea
Cristinel-Gabriel Berea (n. 27 iulie 1986, Iași, România) este un senator român, ales senator de Iași în 2020 din partea PLUS.
După fuziunea PLUS cu USR a devenit membru USR, rămânând așa inclusiv după sciziunea REPER.
Anterior carierei politice, a activat în mediul privat, ocupând funcții de management în companii românești și multinaționale. Din 2017, este cadru didactic la Universitatea „Alexandru Ioan Cuza” din Iași, în cadrul Facultății de Economie și Administrarea Afacerilor (FEAA), iar în Senat este cunoscut pentru numeroasele sale inițiative legislative, în special în domeniile combaterii evaziunii fiscale, reformării sistemului de pensii și asigurării securității naționale/
În Parlament, Cristian Berea a fost ales senator de Iași pentru legislatura 2020–2024, devenind ulterior vicelider al senatorilor USR. În cadrul Senatului României, a deținut următoarele poziții:
- Vicepreședinte al Comisiei pentru controlul Europol
- Membru al Comisiei pentru apărare, ordine publică și siguranță națională
- Membru al Comisiei pentru antreprenoriat și turism
- Secretar al Comisiei pentru știință, inovare și tehnologie

Conform rapoartelor sale de activitate, Cristi Berea a avut circa 115 luări de cuvânt în plenul Senatului și o prezență de 97% la lucrările parlamentare. De asemenea, a inițiat aproximativ 260 de proiecte legislative, dintre care 55 au fost adoptate sau promulgate ca legi.

## Inițiative legislative
Printre inițiativele legislative notabile propuse sau susținute de Cristi Berea se numără:
- Majorarea contribuției la Pilonul II de pensie cu 1% anual, până la 10%[4]
- Întărirea legislației împotriva evaziunii fiscale, prin eliminarea posibilității de a scăpa de pedeapsă doar achitând prejudiciul („Legea anti-Mitralieră”).[5][6][7]
- Reglementări privind armele și munițiile, opunându-se extinderii necontrolate a dreptului de deținere de arme.[8]
- Digitalizarea instructajelor SSM/PSI pentru reducerea birocrației.[9]
- Facilități pentru motocicliști și mopediști, excluzându-i de la obligația de a deține trusă medicală, triunghiuri reflectorizante și extinctor.[10]
- Desființarea Academiei Oamenilor de Știință și a Institutului Revoluției Române din Decembrie 1989.[11][12]
- Dotarea polițiștilor cu pistoale cu electroșocuri, pentru a le crește nivelul de protecție.[13]
- Propuneri privind întărirea apărării antiaeriene la Dunăre, în contextul conflictelor regionale.[14]
- Asigurarea de condiții decente în secțiile de poliție din mediul rural[15]

De asemenea, Cristi Berea a anunțat retragerea reprezentanților USR din Grupul parlamentar de prietenie cu Federația Rusă ca reacție la agresiunea militară asupra Ucrainei.